# 工艺
工藝是一種消遣或職業，需要特定技能和熟練工作的知識。尤其是在中世紀和更早期的歐洲历史上，該術語通常適用於從事小規模商品生產或維護的人們，例如由修補匠。工艺也是劳动者利用生产工具对各种原材料、半成品进行增值加工或处理，最终使之成为製成品的方法与过程。
歷史上，具有高價值產品的更專業的工藝往往集中在城市中心並形成行會。他們的職業所需的技能以及永久參與商品交換的需要通常需要更高水平的教育，而在社會等級制度中，工匠通常比農民處於更優越的地位。手工業者的家庭不像從事農業工作的人那樣自給自足，因此不得不依靠貨物交換。一些手工藝，尤其是陶器、木工和紡織生產各個階段的手工藝，可以由同樣從事農業工作的人在兼職基礎上進行練習，並且通常是鄉村生活的一部分。
這種逐步掌握一門手藝的方法，包括獲得一些教育和技能，在一些國家一直流傳至今。但自工業革命時代以來和期間，手工藝經歷了深刻的結構變化。大規模工業對商品的大規模生產將工藝限制在細分市場，在這些細分市場中，行業的運作方式或其大量生產的商品不能滿足潛在購買者的偏好。作為這些變化的結果，今天的工匠越來越多地使用半成品組件或材料，並根據客戶的要求或要求進行調整。因此，他們參與了工業和手工業之間的某種分工。
制定工艺的原则是：技术上的先进和经济上的合理。由于不同的工厂的设备生产能力、精度以及工人熟练程度等因素都大不相同，所以对于同一种产品而言，不同的工厂制定的工艺可能是不同的；甚至同一个工厂在不同的时期做的工艺也可能不同。可见，就某一产品而言，工艺并不是唯一的，而且没有好坏之分。这种不确定性和不唯一性，和现代工业的其他元素有较大的不同，反而类似艺术。因此有人将工艺解释为“做工的艺术”。在中國大陸等地，工厂中管理工艺流程和生产方法的部门称为工艺科。在日本等地則稱技术课。